# Cogolludo (kommunhuvudort)
Cogolludo är en kommunhuvudort i Spanien.   Den ligger i provinsen Provincia de Guadalajara och regionen Kastilien-La Mancha, i den centrala delen av landet, 80 km nordost om huvudstaden Madrid. Cogolludo ligger 880 meter över havet och antalet invånare är 633.
Terrängen runt Cogolludo är platt åt sydost, men åt nordväst är den kuperad. Runt Cogolludo är det mycket glesbefolkat, med 6 invånare per kvadratkilometer. Närmaste större samhälle är Jadraque, 14,0 km öster om Cogolludo. Trakten runt Cogolludo består till största delen av jordbruksmark.